# إيليا بورودين
إيليا بورودين (بالروسية: Бородин, Илья Александрович)‏ (6 يوليو 1976 في روسيا - ) هو لاعب كرة قدم روسي في مركز الهجوم. لعب مع نادي روتور فولغوغراد ونادي فولغا نيجني نوفغورود ونادي موردوفيا سارانسك ودينامو ستافروبول وFC Nizhny Novgorod (2007) ‏ ونادي تيومين ‏ وإنرجيا فولجسكي ‏ وFC Ryazan (2010) ‏ ونادي أكاديمية تولياتي لكرة القدم وFC Gornyak Uchaly ‏ وFC Kaluga ‏ وFC Energetik Uren ‏.

## وصلات خارجية
- إيليا بورودين على موقع قاعدة بيانات كرة القدم.إي يو (الإنجليزية)